# Ludwig Hansohn
Ludwig Hansohn (* 13. März 1879 in Wiesbaden; † 20. Januar 1929 ebenda) war ein deutscher Ingenieur und Mitglied des Provinziallandtages der Provinz Hessen-Nassau.

## Leben
Ludwig Hansohn wurde als Sohn des Schreinermeisters Johann Ludwig Hansohn (1840–1924) und dessen Ehefrau Elise Dorn (1845–1911) geboren. Nach dem Besuch des Reform-Realgymnasiums in Wiesbaden absolvierte er ein Studium an der Technischen Hochschule Darmstadt und übernahm im Jahre 1906 das Elektroinstallationsgeschäft W. Lahmeyer & Co. in Wiesbaden.
Seine Firma war am Bau des Schützenhauses der Wiesbadener Schützen-Gesellschaft e. V. beteiligt.
Er musste Kriegsdienst leisten, war Reserve-Offizier und wurde an der Westfront eingesetzt. 
Von 1926 bis 1928 hatte er ein Mandat für den Nassauischen Kommunallandtag des preußischen Regierungsbezirks Wiesbaden bzw. für den Provinziallandtag der Provinz Hessen-Nassau, wo er als Mitglied der Deutschen Demokratischen Partei dem Ältestenausschuss angehörte. 
An den Diskussionen im Parlament beteiligte er sich mit mehreren Redebeiträgen.

### Öffentliche Ämter
- 1921 Vorstandsmitglied der Handwerkskammer Wiesbaden
- 1921 stellvertretender Präsident des Gewerbevereins für Nassau
- 1926 Mitglied des Beirates der Nassauischen Landesbank
- Mitglied des  Verwaltungsrats der Handwerker- und Kunstgewerbeschule
- Mitglied des Wiesbadener Gewerbeausschusses